# Epirhyssa rotunda
Epirhyssa rotunda är en stekelart som först beskrevs av Baltazar 1961.  Epirhyssa rotunda ingår i släktet Epirhyssa och familjen brokparasitsteklar. Inga underarter finns listade i Catalogue of Life.